# Šalčininkai
Šalčininkai (polsky Soleczniki, bělorusky Солечники Большiе) je město ve Vilniuském kraji v Litvě, na Lidské vrchovině. Nachází se 45 km na jih od Vilniusu poblíž hranice s Běloruskem. Šalčininkai obdržely městská práva v roce 1956 a jsou centrem stejnojmenného okresu.

## Geografie
Městem protéká řeka Šalčia, která ve městě protéká dvěma rybníky. První menší (s jedním ostrovem) se nachází v blízkosti centra města, druhý větší je při severovýchodním okraji. Město leží v severojižně orientovaném údolí Šalči, větší část města je na západní, tedy pravé straně údolí. Západním okrajem Šalčininkai prochází mezistátní železniční trať Vilnius - Lida (nejbližší nádraží je v Tartoku). Paralelně kolem 400 m východně (blíže k městu) prochází silnice pro motorová vozidla A15/E85 Vilnius - Lida (na jih od města je na ní hraniční přechod Šalčininkai - Běnjakoni (Беняконі)). Od ní směrem na východ přes město a dále směrem do Dieveniškėského výběžku pokračuje silnice č. 104. Město z velké části obklopují lesy: od severu Ažubalės miškas, Stasylų miškas, od západu Tribonių miškas, od jihozápadu Kapinių miškas, od jihovýchodu Raudonbalio miškas. Pouze směrem na východ se nachází nezalesněné prostranství. Na východ od města je dosti veliká stejnojmenná ves Šalčininkai.

## Historie
Šalčininkai jsou poprvé písemně zmiňovány v roce 1311 v kronice Petra Duisburského zprávou, že Teutoni s velikým vojskem vyplenili Šalčininkai a okolí. Později se jejich vpády opakovaly ještě v letech 1378, 1382 a 1394. V roce 1410 byl postaven první (katolický) kostel. V 15. století byly patrně již městem, ve kterém žili Litevci a Tataři, městská práva však byla udělena teprve 28. prosince 1956. Za sovětské okupace se zde ve výrobním kombinátu SDAALR (Savanoriška draugija armijai, aviacijai ir laivynui remti) vyráběly korpusy kutrů a jiné výrobky ze sklolaminátu. Znak města je dílem Arvydase Každailise a byl potvrzen r. 2000.

## Kultura, vzdělání, občanská vybavenost
Město je významným polským kulturním centrem v Litvě (71 % obyvatel jsou Poláci). Nachází se zde omítnutý zděný katolický (v r. 1568 si jej přivlastnili reformovaní evangelíci) kostel Sv. apoštola Petra, postavený r. 1410, znovupostavený r. 1835, rozšiřovaný v letech 1949 a 1986, pravoslavný Modlitební dům Sv. Tichona (Молитвенный дом во имя святителя Тихона), jsou zde školy: 2 gymnázia: Šalčininkų Lietuvos tūkstantmečio gimnazija a Gymnázium J. Śniadeckého, dále střední škola „Santarvės“, Škola umění Stanislava Moniušky, veřejná knihovna, pošta, okresní nemocnice, městský úřad, kino „Šalčia“ a kulturní dům.

## Obyvatelstvo
Podle sčítání z roku 2011 bylo národnostní složení následující:
- Poláci – 71,37 % (4538);
- Litevci – 13,79 % (877);
- Rusové – 7,12 % (453);
- Bělorusové – 4,17 % (265);
- Ukrajinci – 1,04 % (66);
- Ostatní – 2,5 % (159).

Šalčininkai jsou městem s nejvyšším podílem Poláků v Litvě.

## Osobnosti
- Aaron Soltz, (10. 3. 1872 - 30. 4. 1945), židovský starobolševik, předseda Právního kolegia Nejvyššího soudu SSSR
- Henoch Leibowitz, (1918 - 2008), ortodoxní rabín
- Edward Kozakiewicz, (* 27. 5. 1948), polský sportovec desetibojař (stříbro na mistrovství Polska 1972) a skokan o tyči (bronz na mistrovství Polska 1971)
- Władysław Kozakiewicz, (*8. 12. 1953), polský sportovec a olympijský vítěz na LOH 1980 ve skoku o tyči
- Robert Mickiewicz, (*31. 5. 1969), redaktor deniku Kurier Wileński

## Partnerská města
- Łomża, Polsko
- Lubliniec, Polsko
- Łowicz, Polsko
- Płońsk, Polsko
- Żnin, Polsko
- Połaniec, Polsko
- Szczytno, Polsko